# San Antonio de Caroní
San Antonio de Caroní (également connue sous le nom de Las Ruinas de Las Misiones del Caroní) est une localité de Guyane vénézuélienne, située à environ 25 kilomètres de l'embouchure du fleuve Caroní.
Le botaniste suédois Pehr Löfling (1729-1756) y est décédé du paludisme le 22 février 1756.